# René Bauden

René Bauden (Watten, 16 juillet 1918 - Thonon-les-Bains, 30 octobre 2011) est un militaire français, Compagnon de la Libération.

## Biographie

### Avant-guerre
René Bauden voit le jour le 16 juillet 1918 à Watten, dans le Nord, d'un père comptable. Avant la guerre, il est employé aux Postes.

### Seconde guerre mondiale
Alors qu'il effectue son service militaire au sein de l'Armée de l'air, la guerre éclate et René Bauden est envoyé au Liban en décembre 1939. De là, il rejoint la Syrie et intègre les cours d'un peloton de sous-officiers. Devenu sergent mécanicien, il est en poste à Damas quand est signé l'armistice du 22 juin 1940. Désireux de continuer la lutte, il déserte le 29 juin en compagnie d'un groupe de français qui rejoint la Transjordanie afin d'y retrouver les troupes britanniques. Passé dans la Royal Air Force le 1er juillet, il est affecté à Aden et fait partie du French Bomber Flight no 1 sous les ordres du capitaine Jacques Dodelier. Après avoir suivi une formation de radio-mitrailleur, il participe à la campagne d'Érythrée.
Le 31 mai 1941, René Bauden rejoint les forces aériennes françaises libres et se trouve aux ordres du lieutenant-colonel de Marmier au sein du Groupe Réservé de Bombardement no 1 en septembre le Groupe de bombardement Lorraine. Déployé en Libye, il prend part à une quarantaine de missions de bombardement et s'illustre dans son rôle de mitrailleur, notamment lorsqu'il abat un Messerschmitt Bf 109 qui attaquait son bombardier piloté par Yves Ezanno. En 1944, le groupe de bombardement est déplacé en Angleterre et René Bauden passe dans l'équipage d'Arnaud Langer qui comprend comme observateur Pierre Mendès-France, qui sera plus tard remplacé par Romain Gary. Participant, sur le front de l'ouest, à près d'une cinquantaine de missions au-dessus de la France et de l'Allemagne, il se distingue et est promu adjudant. En février 1945, il est muté au Groupe de transport 1/5 opérant sur Douglas C-47 Skytrain et termine la guerre avec le grade de sous-lieutenant, totalisant une centaine de missions.

### Après-guerre
En octobre 1945, René Bauden retrouve la vie civile et récupère son travail aux Postes jusqu'en 1978, date à laquelle il prend sa retraite avec le rang de contrôleur divisionnaire. Il meurt le 30 octobre 2011 à Thonon-les-Bains et est inhumé à Anthy-sur-Léman.

## Décorations
|  |  |  |  |  |  |
|  |  |  |  |  |  |
|  |  |  |  |  |  |
|  |  |  |  |  |  |

| Officier de la Légion d'honneur (Décret du 13/05/1996)               | Officier de la Légion d'honneur (Décret du 13/05/1996)               | Compagnon de la Libération                                           | Compagnon de la Libération                              | Médaille militaire                                      | Médaille militaire                                      |
| Commandeur de l'Ordre national du mérite                             | Commandeur de l'Ordre national du mérite                             | Croix de Guerre 1939-1945                                            | Croix de Guerre 1939-1945                               | Médaille coloniale Avec agrafe "Libye"                  | Médaille coloniale Avec agrafe "Libye"                  |
| Croix du combattant volontaire                                       | Croix du combattant volontaire                                       | Croix du combattant volontaire de la Résistance                      | Croix du combattant volontaire de la Résistance         | Croix du combattant                                     | Croix du combattant                                     |
| Médaille commémorative des services volontaires dans la France libre | Médaille commémorative des services volontaires dans la France libre | Médaille commémorative des services volontaires dans la France libre | Médaille commémorative française de la guerre 1939-1945 | Médaille commémorative française de la guerre 1939-1945 | Médaille commémorative française de la guerre 1939-1945 |

## Hommages
Une résidence a été baptisée en son honneur dans sa ville natale de Watten.